# Glatzer Gebirgsverein

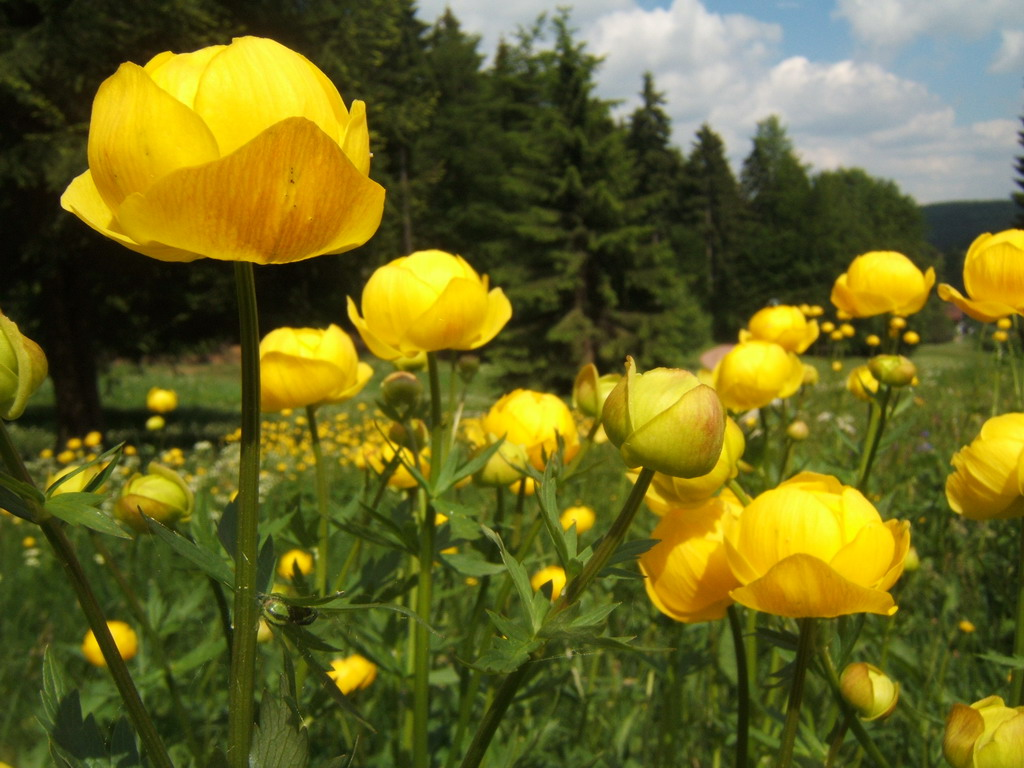
Vereinszeichen „Glatzer Rose“

Der Glatzer Gebirgsverein e. V. (GGV) Braunschweig (benannt nach dem Glatzer Bergland in Schlesien) ist ein Heimat-, Wander- und Naturschutzverein mit Sitz in Braunschweig. Er ist in das Vereinsregister des dortigen Amtsgerichts eingetragen (VR 2603). Der Verein wurde 1881 in der Kreisstadt Glatz gegründet und nach der Vertreibung der Deutschen 1945–46 u. a. durch Georg Wache 1951 in Braunschweig wiederbegründet.
Der GGV ist ein anerkannter Naturschutzverein nach § 29 BNatSchG alter Fassung.

## Organisation
Der Vorstand des Vereins besteht aus dem ersten Vorsitzenden, seinem Stellvertreter, einem Kassierer und einem Schriftführer (Geschäftsführender Vorstand) sowie neun Fachwarten und Stellvertretern für Wandern, Naturschutz, Kultur, Medien und einem Gruppenwart.
Der Sauerländische Gebirgsverein – Abteilung Lüdenscheid e. V. übernahm 1970 eine Patenschaft über den Glatzer Gebirgsverein; seit 1990 besteht eine Freundschaft mit der Wanderbewegung Magdeburg e. V. Der Verein gibt drei Mal jährlich seine Vereinszeitschrift GGV-Mitteilungen heraus.
Der GGV ist Mitglied im Bundes- und Landesverband der Deutschen Wanderbewegung: Die durch den Krieg erloschene Mitgliedschaft im Verband Deutscher Gebirgs- und Wandervereine e. V. wurde 1966 erneut aufgenommen. Der Beitritt zum Landesverband Niedersachsen Deutscher Gebirgs- und Wandervereine e. V. (Kurzform: Wanderverband Niedersachsen) erfolgte schon bei dessen Gründung. Die Gebietsgruppe West/Nordwest wurde 1995 gegründet und ist für den Raum westlich der Weser zuständig.

## Aufgaben
Zu den Aufgaben des Glatzer Gebirgs-Vereins gehören die Heimatpflege zur ehemaligen Grafschaft Glatz sowie die Pflege von Brauchtum und der Glatzer Mundart.
Die Aufgaben als Wanderverein bestehen in der Organisation von geführten Wanderungen im Braunschweiger Land, der Lüneburger Heide, dem Elm und dem Harz sowie der Teilnahme an den Deutschen Wandertagen.
1976 wurde die Wegearbeit wieder aufgenommen und seither eine 42 km lange Strecke des Europäischen Fernwanderweges E6 von Gifhorn bis Braunschweig bis heute betreut. Außerdem wurden zwei Rundwanderwege im Harz sowie drei Streckenwanderwege im Elm markiert und betreut.

## Vereinsgeschichte

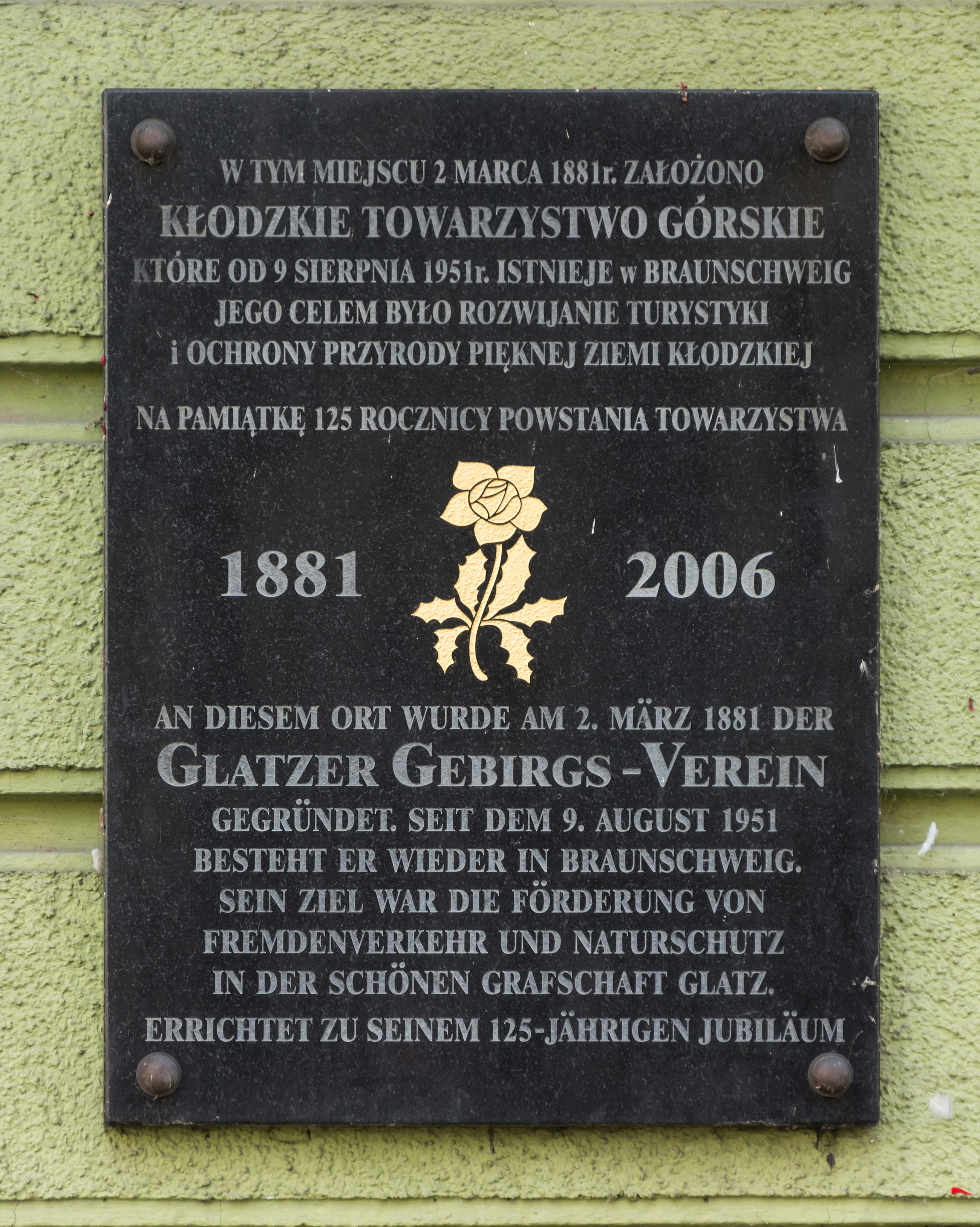
Zweisprachige Erinnerungstafel zum 125-jährigen Gründungsjubiläum im Jahre 2006

Der Glatzer Gebirgs-Verein (G.G.V.) wurde am 2. März 1881 in der Kreisstadt Glatz (Provinz Schlesien) durch den Oberamtsrat Franz Grützner als „Gebirgs-Verein der Grafschaft Glatz“ gegründet. Als Vereinszeichen wurde 1881 die Glatzer Rose gewählt, die weiterhin verwendet wird.
Die Namensänderung des Gebirgs-Vereins der Grafschaft Glatz in „Glatzer Gebirgs-Verein (G.G.V.)“ wurde 1888 in Neuland bei Wartha beschlossen.
Die Mitgliedschaft im damaligen „Verband Deutscher Touristen-Vereine“, dem späteren Verband Deutscher Gebirgs- und Wandervereine, wurde schon kurz nach dessen Gründung 1883 noch als „Gebirgsverein für die Grafschaft Glatz“ vor 1888 erklärt. Sie bestand bis zum Ende des Zweiten Weltkrieges 1945.
Da sich der GGV nicht nur als Wanderverein, sondern auch als Historischer Verein verstand, wurde 1906 die Vereinszeitschrift „Die Grafschaft Glatz“ ins Leben gerufen, der ab 1911 die „Blätter für die Geschichte und Heimatkunde der Grafschaft Glatz“ beilagen. Zum 25-jährigen Jubiläum wurde 1906 das Glatzer Heimatmuseum des GGV eröffnet, das wegen des wachsenden Umfanges mehrfach seinen Standort wechselte und nach dem Zweiten Weltkrieg aufgelöst wurde. Bereits 1883 errichtete der Verein eine Vereinsbibliothek. Die Glatzer Heimatbücherei wurde 1922, das Glatzer Heimatarchiv 1923 vom GGV gegründet.
Zum Gedenken an den 1817 verstorbenen Priester und Erforscher der Geschichte zur Grafschaft Glatz, Joseph Kögler, stiftete der GGV aus Anlass von dessen 100-jährigem Todestag 1817 eine Gedenktafel, die an seinem Lewiner Geburtshaus angebracht wurde. Eine weitere Gedenktafel wurde für die Ullersdorfer Pfarrkirche geschaffen, die kriegsbedingt erst 1922 fertiggestellt war und durch den damaligen Pfarrer Beschorner feierlich eingeweiht wurde.
1931 wurde die 50-Jahr-Feier des GGV mit einem imposanten Festzug begangen. 1939 bestand der Verein aus 62 Ortsgruppen und hatte mehrere tausend Mitglieder im gesamten Reichsgebiet. Die letzte Jahreshauptversammlung des GGV wurde 1944 in Glatz abgehalten. Das Kriegsende und die Vertreibung der Deutschen 1945/46 besiegelten das Schicksal des Vereins, der dadurch seine Wandergebiete, sein Eigentum und seine Schaffenswerke verlor.
1951 wurde der „Glatzer Gebirgs-Verein (GGV) Ortsgruppe Braunschweig“ neu gegründet. Als Vereinszeichen wurde die Glatzer Rose von 1881 beibehalten. Die Vereinsfarben sind die Farben rot-gelb der Grafschaft Glatz. 1965 wurde die Bezeichnung Ortsgruppe im Vereinsnamen gelöscht.
1984 wurde dem GGV die Eichendorff-Plakette für seine Verdienste um Wandern, Heimat und Umwelt durch den damaligen Bundespräsidenten Karl Carstens verliehen. Im Mai 1987 konnte die Heimatstube des GGV in Braunschweig eröffnet werden. 1990 wurde die Vereinsfahne eingeweiht. Der Verein besitzt zwei Wanderwimpel aus den Jahren 1966 und 1985. Nach der Auflösung des „GGV Berlin“ 1995 konnten dessen Vereinseigentum übernommen werden. Im Oktober 1998 wurde erstmals seit der Neugründung 1951 in Braunschweig wieder eine Mitgliederzahl von über 1000 Mitglieder erreicht. 
Zum 125-jährigen Vereinsjubiläums wurde im Jahre 2006 durch den GGV am Gebäude der vormaligen Taverne am Glatzer Ring, in der der Verein 1881 gegründet worden war, eine zweisprachige Erinnerungstafel angebracht. Aus Anlass des Jubiläums hielt der aus dem Glatzer Land stammende Hamburger Historiker Arno Herzig in Braunschweig einen Festvortrag über „Die Geschichte der Grafschaft Glatz und ihre Verbindungen zum Herzogtum Braunschweig“. Unter den zahlreichen Ehrengästen waren der Apostolische Nuntius Erwin Josef Ender sowie der Großdechant Franz Jung.

## Ehrenmitglieder
- Franz Dittert, Großdechant
- Wilhelm Hohaus, Großdechant
- Wolfgang Jaenicke, Regierungspräsident
- Robert Karger, Schriftsteller
- Franz Peucker, Landrat
- Edmund Scholz, Großdechant
- Georg von Steinmann (Landrat), Landrat
- Franz Volkmer, Heimatforscher
- Georg Wache, Politiker